# 安峡郡
安峡郡（：／*/?）是朝鲜王朝晚期曾经存在过的一个郡，属江原道。

## 历史
高句丽时为阿珍押县。自新罗时代起此处地域即被称作安峡县，属兔山郡。李氏朝鲜时，1414-1416年间曾一度并入安朔郡，后改安峡县为安峡郡。1895年-1896年的二十三府制期间属开城府。1914年该郡废止之前，有郡内面、东面及西面三个面。废止当时，原安峡郡郡内面改为伊川郡安峡面。
现该郡境分属朝鲜的江原道伊川郡（西面）及铁原郡（包括安峡面、东面及部分西面）。